# Kornet
Il Kornet (nome in codice NATO: AT-14 Spriggan) è un missile anticarro russo. Sostituto dell'AT-5 Spandrel (9M113 Konkurs), con guida laser a fascio, gittata massima di 5,5 km e oltre 1100 - 1200 mm di perforazione di acciaio dopo il superamento di un'eventuale protezione reattiva. Si è detto che esso abbia avuto parte nella Guerra in Iraq del 2003, essendo parte dell'arsenale siriano, ma non se ne sono trovate prove. Idem per la successiva Guerra del Libano.

## Caratteristiche
Progettato nel recente 1994 dalle industrie Volsk per rimpiazzare lo AT-4 Spigot (9M111 Fagot) il Kornet è un ATGM (Anti Tank Guided Missile, missile anticarro guidato) di seconda generazione; è stato costruito appositamente per occuparsi delle nuove armature ERA (armatura reattiva/esplosiva) ma può essere usato in funzione antiuomo o contro fortificazioni senza problemi.
Presenta un apparato di lancio da terra del tutto simile allo Spigot, con tubo di lancio e postazione di controllo annessa dotata di sistemi di rilevazione e puntamento.
Il missile è a testata HEAT in tandem con una capacità penetrativa di circa 1200 mm dopo l'ERA: inutile dire che una penetrazione del genere risulta sufficiente a distruggere qualsiasi carro armato attualmente esistente. Il raggio si aggira sui 5 km.
La testata può anche essere di tipo FAE (termobarica) con risultati ancora più letali, soprattutto verso l'equipaggio del carro e in impieghi antiuomo.
Il sistema di puntamento è sempre di tipo SACLOS ovvero l'addetto si dovrà occupare solo di individuare il bersaglio mentre il direzionamento sarà gestito in automatico via filo; sebbene nei precedenti sistemi i russi avessero preferito una guida IR sul bersaglio, il Kornet ne possiede una laser con approccio diretto all'orizzonte visivo.
L'apparato di lancio si presenta più sofisticato di quello del precedente Spigot in quanto presenta periscopi (8x) IR che permettono al lanciatore di operare anche in condizioni di scarsa luminosità.

## Derivazioni
Oltre al suo utilizzo "portatile" su un tripode ne è stata ricavata una versione montata sul un derivato del IFV BMP-3 (veicolo corazzato di trasporto truppe).

Questo lanciatore avrebbe la capacità di trasportare 16 kornet.

Un'altra versione chiamata Kliver riadatta il sistema Kornet-E in una torretta di 4 missili montabile su veicoli corazzati leggeri (quali BMP-1) o navi di pattuglia.

Tra il giugno e il luglio del 2012 il Ministro della Difesa della Repubblica Islamica, Brigadier Generale Ahmad Vahidi, ha dichiarato che le industrie per la Difesa di Teheran hanno iniziato la produzione in massa di un nuovo tipo di missile anticarro SACLOS chiamato "Dehlaviyeh"; dai primi dettagli trapelati è risultato che l'arma è una copia migliorata dagli Iraniani proprio del 'Kornet' russo che l'Iran ha probabilmente ricevuto dalla Siria.

## Utilizzi operativi
La vendita di questi dispositivi, in contrasto alla consuetudine russa, è stata fortemente limitata nel tempo.
Si sospettò la loro presenza nelle forze armate irachene durante l'operazione Iraqi Freedom del (2003) dove avrebbero distrutto due carri americani M1 Abrams e un trasporto M2/M3 Bradley, nonostante studi recenti abbiano invece dimostrato l'ipotesi del fuoco amico.
Nel conflitto israelo-libanese del 2006 ci sono state diverse segnalazioni, da parte delle forze armate israeliane dell'uso di questa arma da parte di Hezbollah contro carri armati Merkava.
L'immatricolazione di alcuni lanciatori, catturati dall'esercito israeliano, sembrerebbe dimostrarne l'appartenenza a un lotto di Kornet-E venduto dalla Russia alla Siria. A seguito di questi fatti Israele inviò una delegazione ufficiale in Russia per chiedere chiarimenti. Nonostante secche smentite iniziali, il governo russo ha poi promesso controlli più severi per quanto riguarda i traffici di armi di fabbricazione russa.
Un M1 Abrams americano fu distrutto da un missile Kornet lanciato dai terroristi dello Stato Islamico durante la battaglia per la liberazione di Mosul (ottobre 2016).

## Utilizzatori
- Russia
- India
- Grecia
- Siria
- Perù
- Turchia
- Azerbaigian
- Giordania
- Libano